# José Azcona del Hoyo
José Simón Azcona del Hoyo, född 26 januari 1927 i La Ceiba i Honduras, död 24 oktober 2005 i Tegucigalpa, var president i Honduras åren 1986 till 1990.